# Willy Sagnol
William Sagnol (Saint-Étienne, França, 18 de març del 1977), és un exfutbolista professional francès que va jugar de lateral dret al FC Bayern de Múnic de la Bundesliga alemanya entre d'altres. Sagnol, també va jugar per la selecció de França entre el 2000 i el 2008. Des de 2021 és seleccionador de Geòrgia.